# Radioisotopgenerator

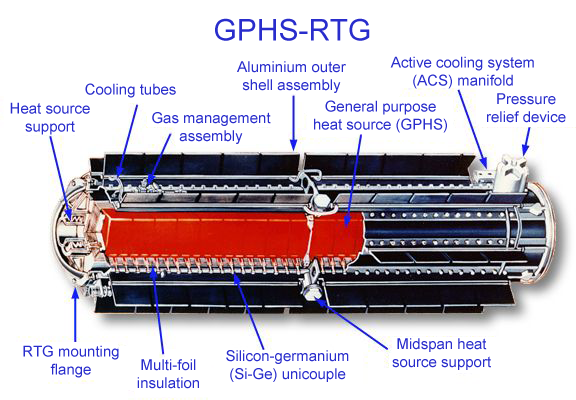
Radioisotopgenerator för rymdsonden Cassini.

En radioisotopgenerator, RTG, är en energianläggning som utvinner elektrisk energi från radioaktivt sönderfall utan någon mekanisk rörelse. Värmen från dessa sönderfall omvandlas till elektricitet genom en uppsättning termoelement. Radioisotopgeneratorer används framförallt i satelliter och rymdsonder som behöver energi under en lång tid (tiotals år) och flyger långt bort från solen eller ska befinna sig i skuggan, så att andra vanliga energikällor som bränsleceller, (kemiska) batterier, (mekaniska) generatorer eller solceller inte kan användas eller ansågs som mindre optimala.
Både Sovjet och USA placerade under kalla kriget ut spaningsutrustning i Arktis som drevs med radioisotopgenerator.

## Sverige
Mellan 1965 och 1976 drevs den svenska fyren Tegelhällan av en radioisotopgenerator. 

## Rymdsonder och satelliter med RTG (urval)
- Cassini–Huygens, utforskning av Saturnus och dess måne Titan, uppskjuten 1997. Förstördes i Saturnus atmosfär 2017.
- Curiosity, strövare på Mars, uppskjuten 2011. Finns kvar på marsytan och är fortfarande aktiv.
- Galileo, utforskning av Jupiter och dess månar, uppskjuten 1989. Förstördes i Jupiters atmosfär 2003.
- New Horizons, utforskning av Pluto, uppskjuten 2006. Har lämnat solsystemet.
- Nimbus-B, vädersatellit. Uppskjuten 1968 men kraschade i havet strax efter uppskjutningen. RTG:n kunde räddas och användes i en senare satellit.
- Perseverance, strövare på Mars, uppskjuten 2020. Finns kvar på marsytan och är fortfarande aktiv.
- Pioneer 10, utforskning av Jupiter. Uppskjuten 1972, har lämnat solsystemet
- Pioneer 11, utforskning av Jupiter och Saturnus. Uppskjuten 1973, har lämnat solsystemet
- Ulysses, utforskning av solen. Uppskjuten 1990, ligger i bana kring solen.
- Voyager 1, utforskning av de yttre planeterna, deras månar samt solsystemets yttre gräns. Uppskjuten 1977. Har lämnat solsystemet, men är fortfarande aktiv.
- Voyager 2, utforskning av de yttre planeterna, deras månar samt solsystemets yttre gräns. Uppskjuten 1977. Har lämnat solsystemet, men är fortfarande aktiv.
- Viking 1, Marslandare. Uppskjuten 1975. Finns kvar på marsytan.
- Viking 2, Marslandare. Uppskjuten 1975. Finns kvar på marsytan.